# Poklad 2
Poklad 2 je textová hra pro počítače Sinclair ZX Spectrum a kompatibilní (například Didaktik). Autorem je František Fuka, který ji naprogramoval v roce 1985 jako svoji první textovou hru. Hra byla v roce 1992 vydána společností Proxima – Software v. o. s. jako součást souboru her Fuxoft uvádí.
Hráč se ocitá v kouzelné zemi a jeho úkolem je najít pět pokladů. Herní pole je tvořeno maticí místností 4 x 5 ve třech výškových úrovních.